# WISE 0855-0714
WISE 0855-0714 (полное обозначение WISE J085510.83-071442.5) — (суб-)коричневый карлик (возможно, планета-сирота) в созвездии Гидры, находящийся на расстоянии 7,27 световых лет от Солнца.
WISE 0855-0714 был открыт Кевином Луманом в 2014 году с помощью данных, полученных инфракрасным телескопом WISE. Это четвёртая из известных ближайших к Земле звёздных систем, после α Центавра, звезды Барнарда и Лумана 16. Также он является самым холодным объектом подобного типа в межзвёздном пространстве из известных: его температура оценивается между 225 и 260 кельвинов (−48…−13 °C).

## Характеристики

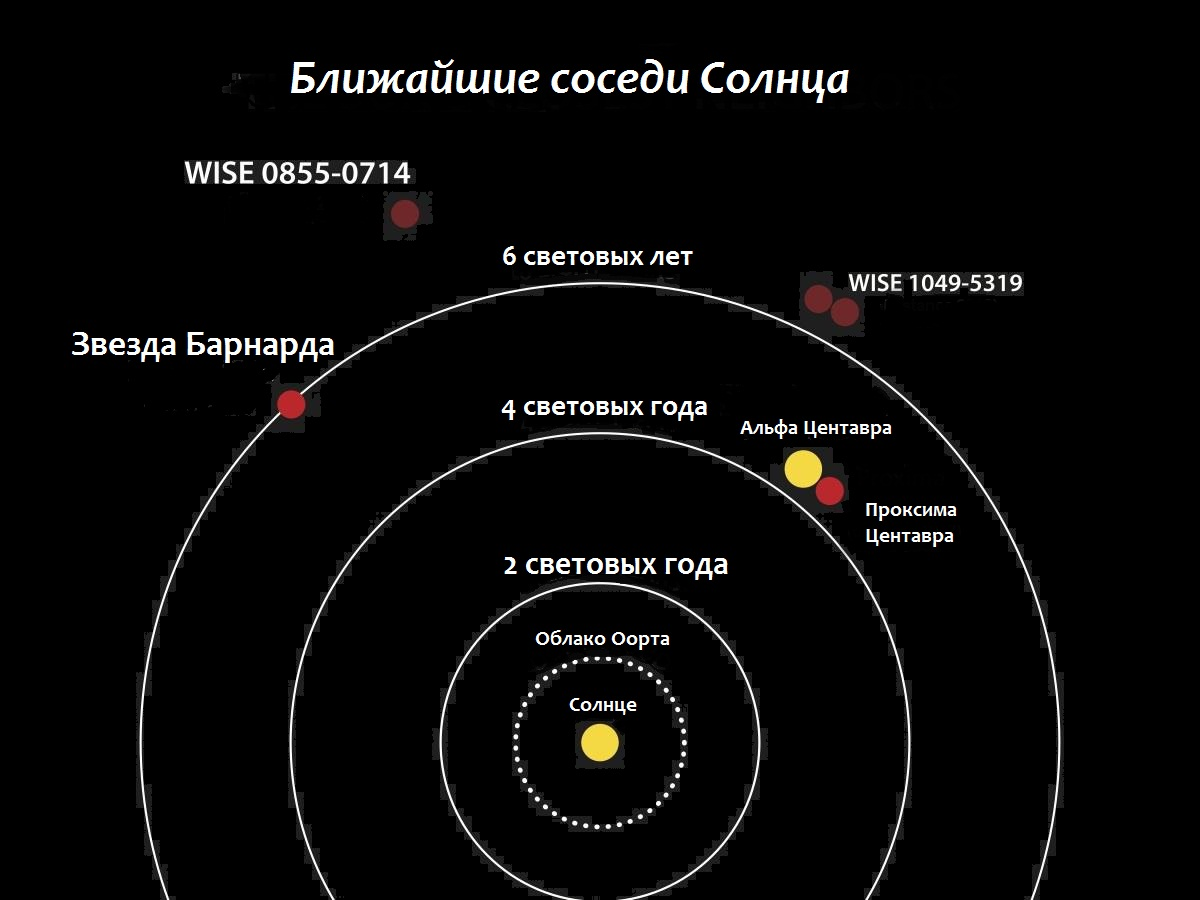
Ближайшее окружение Солнца.

WISE 0855-0714 был обнаружен в марте 2013 года и позже за ним велись наблюдения с помощью космического телескопа Спитцер и телескопа Gemini North обсерватории Джемини. Наименование WISE J085510.83-071442.5 включает координаты объекта. Основываясь на прямых наблюдениях, удалось вычислить параллакс и, соответственно, расстояние до объекта.
Основываясь на моделях коричневых карликов, астрономы оценили массу WISE 0855-0714 в 3—10 масс Юпитера. Согласно решению МАС, объект массой свыше 12,57 масс Юпитера, способный производить ядерный синтез, относится к классу коричневых карликов. Объекты меньшей массы являются субкоричневыми карликами или даже планетами. В последнем случае WISE 0855-0714 можно было бы причислить к классу планет-сирот.
Основываясь на светимости, массе и расстоянии от объекта до Земли, астрономы определили эффективную температуру WISE 0855-0714 в 225—260 K (ок. −30 °C). Первооткрыватели отнесли его к спектральному классу Y. Исходя из неудачной попытки обнаружения WISE 0855—0714 в мае 2014 года 8-метровым телескопом VLT был сделан вывод, что он холоднее 250 K.
Возраст WISE 0855-0714 оценивается в широком диапазоне 1—10 миллиардов лет, что типично для многих звёзд из ближайшего окружения Солнца.
Первоначально параллакс оценили в 454 ± 45 mas, что соответствовало расстоянию 7,175 св. лет от Солнца. Позже значение параллакса было уточнено — 448 ± 32 mas (7,27 св. лет). Также было уточнено собственное движение объекта — с 8,1 ± 0,1 до 8,072 ± 0,026 угловых секунд.
В 2016 году астрономы из Калифорнийского университета в Санта-Крузе с помощью телескопа обсерватории Джемини обнаружили в атмосфере WISE 0855-0714 облака из воды и водяного льда.
Учёные из Эдинбургского университета рассчитали, что в атмосфере WISE 0855-0714 имеется слой толщиной 100 км, где температура сохраняется в пределах от −73 °C до −23 °C, а плотность газа колеблется между 0,4 и 1,2 мг/см3. По их мнению в этом слое может зародиться органическая форма жизни.